# Acantharctia tenebrosa
Acantharctia tenebrosa là một loài bướm đêm thuộc phân họ Arctiinae, họ Erebidae.